# Salvia
Salvia L., 1753 è un genere di piante spermatofite dicotiledoni della famiglia delle Lamiaceae, la stessa famiglia del timo e della menta.

## Etimologia
Il nome del genere deriva dal latino "salvus" (= salvare, sicuro, bene, sano) un nome antico per questo gruppo di piante dalle presunte proprietà medicinali.
Il nome scientifico del genere è stato definito da Linneo (1707 – 1778), conosciuto anche come Carl von Linné, biologo e scrittore svedese considerato il padre della moderna classificazione scientifica degli organismi viventi, nella pubblicazione "Species Plantarum - 2. 1753" del 1753.

## Descrizione

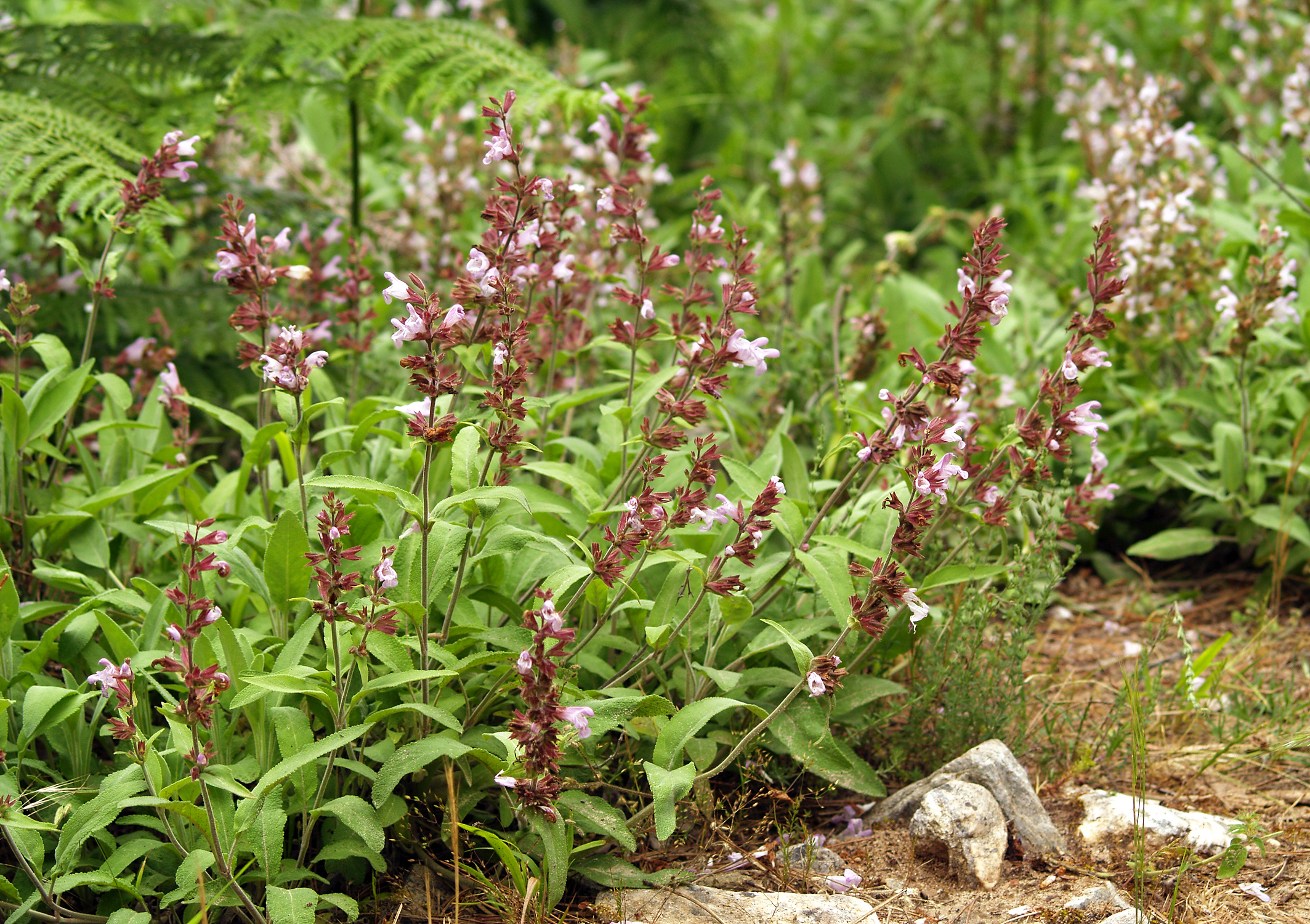
Il portamento
Salvia officinalis

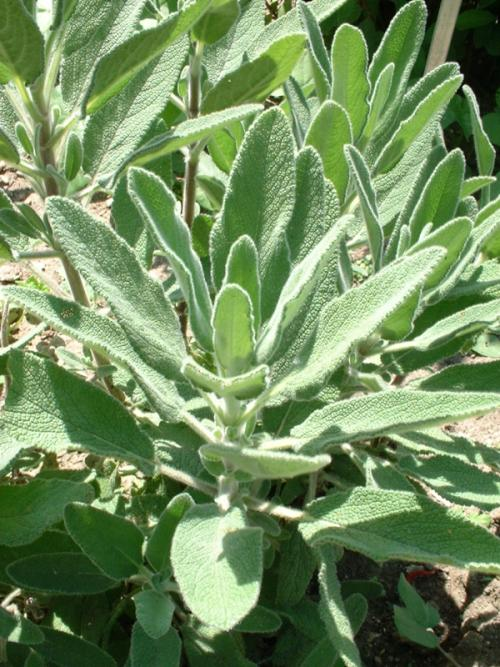
Le foglie
Salvia candelabra

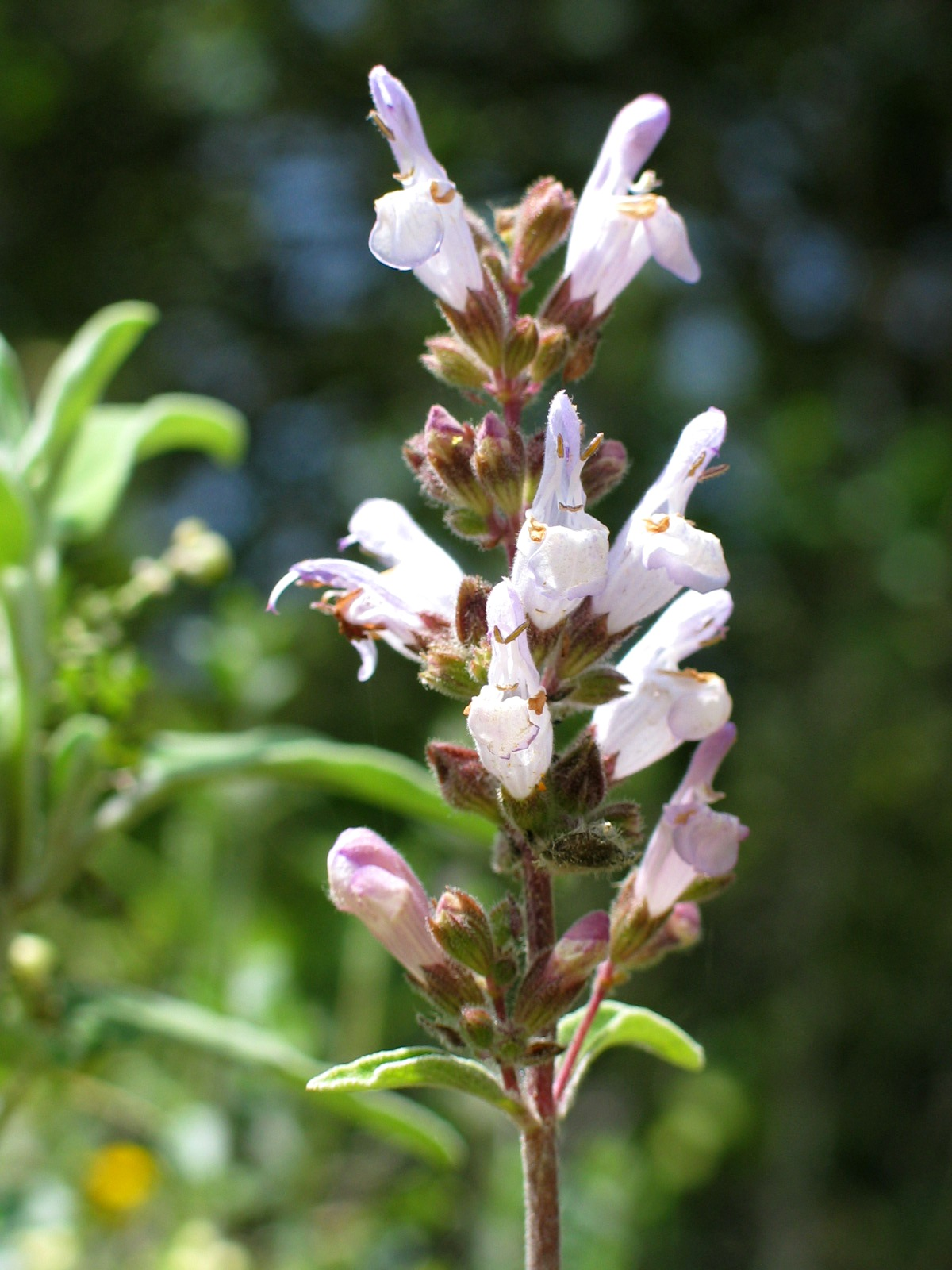
Infiorescenza
Salvia fruticosa

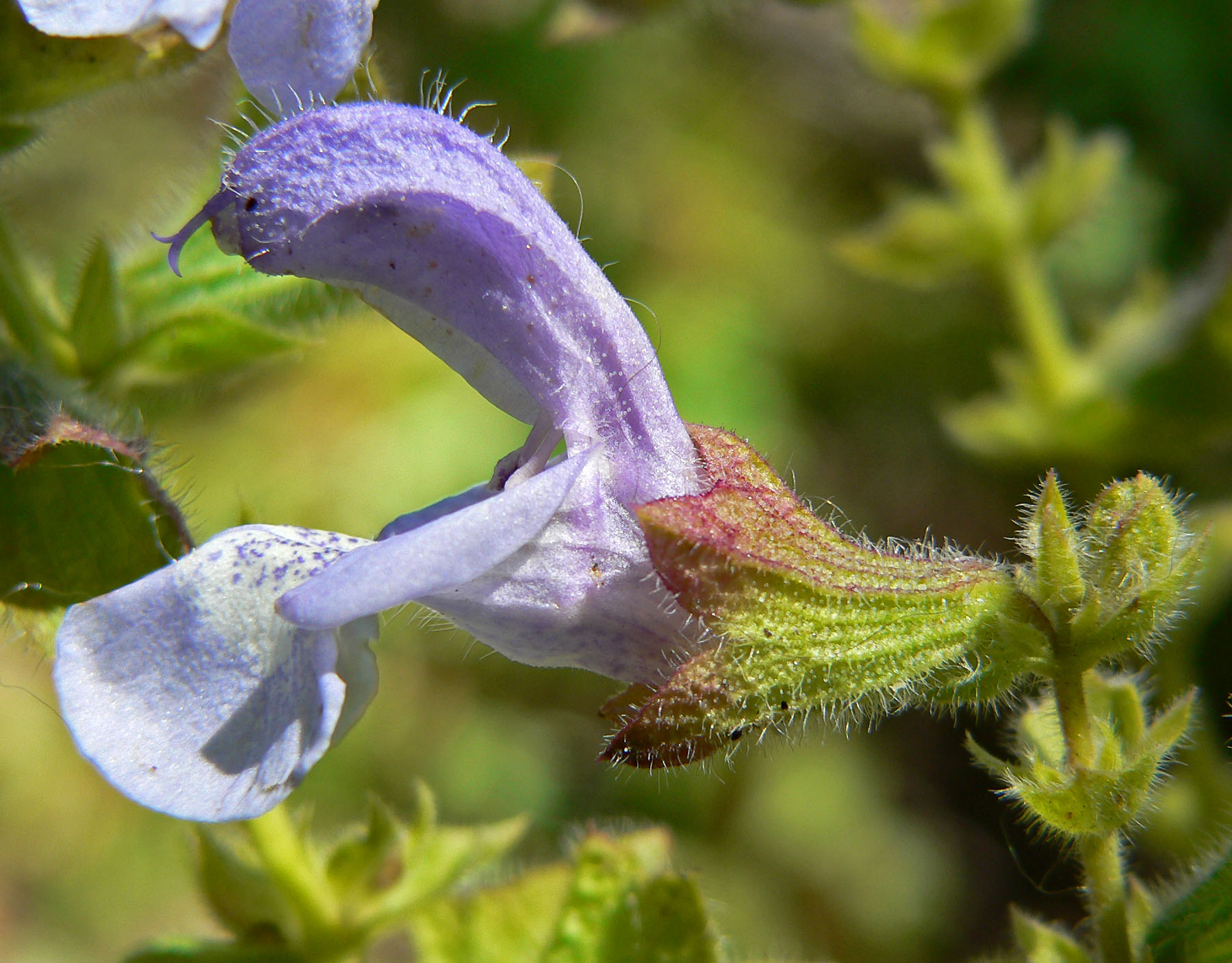
I fiori
Salvia africana

Queste piante possono essere alte oltre 1 metro (l'altezza media oscilla attorno ai 50 cm). Il portamento è erbaceo annuale o perenne, ma anche arbustivo. In particolare la forma biologica prevalente (almeno per l'areale Euro-mediterraneo) è emicriptofita scaposa (H scap), ossia sono piante erbacee, a ciclo biologico perenne, con gemme svernanti al livello del suolo e protette dalla lettiera o dalla neve e sono dotate di un asse fiorale eretto e spesso privo di foglie. Sono presenti anche altre forme biologiche come camefita suffruticosa (Ch suffr), fanerofita cespugliosa (P caesp), terofita scaposa (T scap) o emicriptofita bienne (H bienn). Spesso queste piante sono aromatiche o viscide. La pubescenza è formata da peli semplici o raramente di tipo dendroide (ramificato).

### Radici
In genere le radici sono di tipo fascicolato; ma sono presenti anche radici grosse con molte diramazioni rizomatose...

### Fusto
La parte aerea del fusto è semplice o molto ramificata; può essere legnosa alla base. I fusti sono a sezione quadrangolare (a causa della presenza di fasci di collenchima posti nei quattro vertici). 

### Foglie
Le foglie sono cauline per lo più a 2 a 2 a disposizione opposta (ogni verticillo è a ruotato di novanta gradi rispetto a quello sottostante). La lamina della foglia può essere semplice, dentata, lobata oppure pennatifida o pennatosetta. Raramente sono presenti foglie spinose. Il colore è più o meno grigio-verde; sono inoltre ricche di oli essenziali.

### Infiorescenza
Le infiorescenze sono ascellari (o terminali) di tipo panicolato, spiciforme o tirsoidi e sono formate da verticillastri di più fiori più o meno unilaterali (caratteristico aspetto asimmetrico proprio della famiglia delle Lamiaceae); i verticilli sono sovrapposti e distanziati; quegli inferiori possono essere sono avvolti da una coppia di foglie (brattee). Le brattee possono essere colorate e persistenti (raramente sono spinose). Le bratteole possono essere presenti oppure no.

### Fiori
I fiori sono ermafroditi, zigomorfi, tetraciclici (con i quattro verticilli fondamentali delle Angiosperme: calice– corolla – androceo – gineceo) e pentameri (ogni verticillo ha più o meno 5 elementi).
- Formula fiorale. Per la famiglia di queste piante viene indicata la seguente formula fiorale:

X, K (5), [C (2+3), A 2+2] G (2), supero, 4 nucule
- Calice: il calice, gamosepalo (i sepali sono 5 e sono concresciuti), è un tubo con forme da cilindriche a campanulate. Le fauci terminano con 3 - 5 lobi in modo più o meno bilabiato (calice zigomorfo): il labbro superiore ha tre punte, quello inferiore ha due denti. Altre volte il calice è quasi attinomorfo. Raramente i lobi terminali sono spinescenti. La superficie del calice è percorsa da alcune (9 - 15) nervature longitudinali. Spesso è accrescente.
- Corolla: la corolla è un tubo terminante in modo fortemente bilabiato (corolla gamopetala formata da 5 petali con struttura 2/3 (zigomorfa), oppure i alcuni casi è quasi attinomorfa. I lobi terminali possono essere 4 o 5. Il labbro superiore è allungato, falcato e simile ad un cappuccio ricurvo (è convesso verso l'alto), oppure può essere diritto o piatto con margini interi o smarginati; il labbro inferiore è formato da tre lobi (quello centrale è più grande di tutti ed è concavo). La gola interna è provvista (oppure no) di un anello di peli per evitare l'intrusione di insetti troppo piccoli e non graditi.[4] Il colore è violaceo, roseo, giallo, porpora, rosso brillante o biancastro.
- Androceo: gli stami sono ridotti a due (il paio posteriore è vestigiale o assente), tutti fertili e con filamenti paralleli (non convergenti); sono inoltre inclusi (al massimo sporgono le antere) e sono avvicinati alla parte superiore della corolla. Le teche sono 2 o 1 (per aborto dell'altra). Il tessuto connettivo tra le teche in queste specie è molto sviluppato e le antere sono del tipo a bilanciere con un meccanismo adatto all'impollinazione incrociata ("meccanismo a leva"[12]). I granuli pollinici sono del tipo tricolpato o esacolpato.
- Gineceo: l'ovario è supero (o semi-infero) formato da due carpelli saldati (ovario bicarpellare) ed è 4-loculare per la presenza di falsi setti divisori all'interno dei due carpelli. La placentazione è assile. Gli ovuli sono 4 (uno per ogni presunto loculo), hanno un tegumento e sono tenuinucellati (con la nocella, stadio primordiale dell'ovulo, ridotta a poche cellule).[13]. Lo stilo inserito alla base dell'ovario (stilo ginobasico) è del tipo filiforme e più lungo degli stami (in genere sporge dalla corolla). Lo stigma è bifido con lobi a volte ineguali. Il nettario è un disco (a 4 lobi) alla base e intorno all'ovario più sviluppato anteriormente e ricco di nettare

### Frutti
Il frutto è un tetrachenio (composto da quattro nucule). La forma è più o meno ovoidale (o più o meno trigona). I semi, di colore marrone scuro, sono sprovvisti di endosperma e sono piccolissimi (in un grammo ne stanno oltre 200).

## Riproduzione
- Impollinazione: l'impollinazione avviene tramite insetti tipo ditteri e imenotteri, raramente lepidotteri (impollinazione entomogama) oppure uccelli.[7][14]
- Riproduzione: la fecondazione avviene fondamentalmente tramite l'impollinazione dei fiori (vedi sopra).
- Dispersione: i semi cadendo a terra (dopo essere stati trasportati per alcuni metri dal vento – disseminazione anemocora) sono successivamente dispersi soprattutto da insetti tipo formiche (disseminazione mirmecoria).

## Distribuzione e habitat
Le specie di questo genere (circa 900) prediligono gli habitat delle foreste o montagnosi. La distribuzione è cosmopolita con due centri di massima diversità: Asia centrale e Sud America. In Europa si trova ovunque (esclusa la Scandinavia); è presente inoltre nella Transcaucasia, Anatolia, Asia mediterranea e Africa del nord.
Della ventina di specie presenti sul territorio italiano, 9 si trovano nell'arco alpino. La tabella seguente mette in evidenza alcuni dati relativi all'habitat, al substrato e alla distribuzione delle specie alpine.
| Specie | Comunità vegetali | Piani vegetazionali | Substrato | pH     | Livello trofico | H2O   | Ambiente | Zona alpina         |
| --- | ----------------- | ------------------- | --------- | ------ | --------------- | ----- | -------- | ------------------- |
| Salvia aethiopis | 9                 | montano collinare   | Ca - Si   | neutro | alto            | arido | F2       | TO AO               |
| Salvia glutinosa | 14                | montano             | Ca - Si   | neutro | alto            | medio | I2       | tutto l'arco alpino |
| Salvia nemorosa | 9                 | montano collinare   | Ca        | basico | alto            | arido | F2       | TO                  |
| Salvia officinalis | 9                 | collinare           | Ca        | basico | basso           | secco | C2 C3 F2 | BS BZ               |
| Salvia pratensis | 9                 | montano collinare   | Ca - Si   | neutro | basso           | secco | F2       | tutto l'arco alpino |
| Salvia saccardiana | 9                 | montano collinare   | Ca        | basico | basso           | secco | F2       | Alpi orientali      |
| Salvia sclarea | 9                 | collinare           | Ca - Si   | neutro | medio           | arido | B2 C2 F1 | CN AO BS BZ         |
| Salvia verbenaca | 9                 | collinare           | Ca - Si   | neutro | medio           | arido | F1 F2    | Alpi centrali       |
| Salvia verticillata | 5                 | montano collinare   | Ca        | basico | alto            | secco | B2 F2    | tutto l'arco alpino |
| Legenda e note alla tabella. Substrato: con “Ca/Si” si intendono rocce di carattere intermedio (calcari silicei e simili). Zona alpina: vengono prese in considerazione solo le zone alpine del territorio italiano (sono indicate le sigle delle province). Comunità vegetali: 5 = comunità perenni nitrofile; 9 = comunità a emicriptofite e camefite delle praterie rase magre secche; 14 = comunità forestali. Ambienti: B2 = ambienti ruderali, scarpate; C2 = rupi, muri e ripari sotto roccia; C3 = ghiaioni, morene e pietraie; F1 = praterie rase xerofile mediterranee; F2 = praterie rase, prati e pascoli dal piano collinare al subalpino; I2 = boschi di latifoglie. |                   |                     |           |        |                 |       |          |                     |

## Tassonomia
La famiglia di appartenenza del genere (Lamiaceae), molto numerosa con circa 250 generi e quasi 7 000 specie, ha il principale centro di differenziazione nel bacino del Mediterraneo e sono piante per lo più xerofile (in Brasile sono presenti anche specie arboree). Per la presenza di sostanze aromatiche, molte specie di questa famiglia sono usate in cucina come condimento, in profumeria, liquoreria e farmacia. La famiglia è suddivisa in 7 sottofamiglie: il genere Salvia è descritto nella tribù Mentheae (sottotribù Salviinae) appartenente alla sottofamiglia Nepetoideae. Nelle classificazioni più vecchie la famiglia Lamiaceae viene chiamata Labiatae.
Il numero di specie incluse cambia continuamente nel tempo, in funzione dei criteri adottati per definire il genere. La classificazione infragenerica, adottata storicamente, si basa largamente sulle strutture staminali e i rispettivi meccanismi di impollinazione.
Il numero cromosomico delle specie di questo genere è: 2n = 12, 14, 16, 18, 20, 22, 26, 28, 30, 32, 34, 36, 38, 42, 44, 46, 48, 60, 66, 84, 86, 240.

### Filogenesi

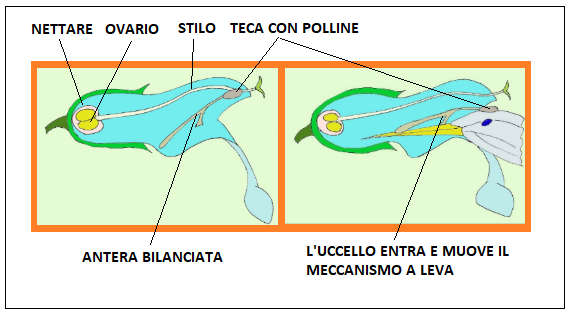
Meccanismo a leva

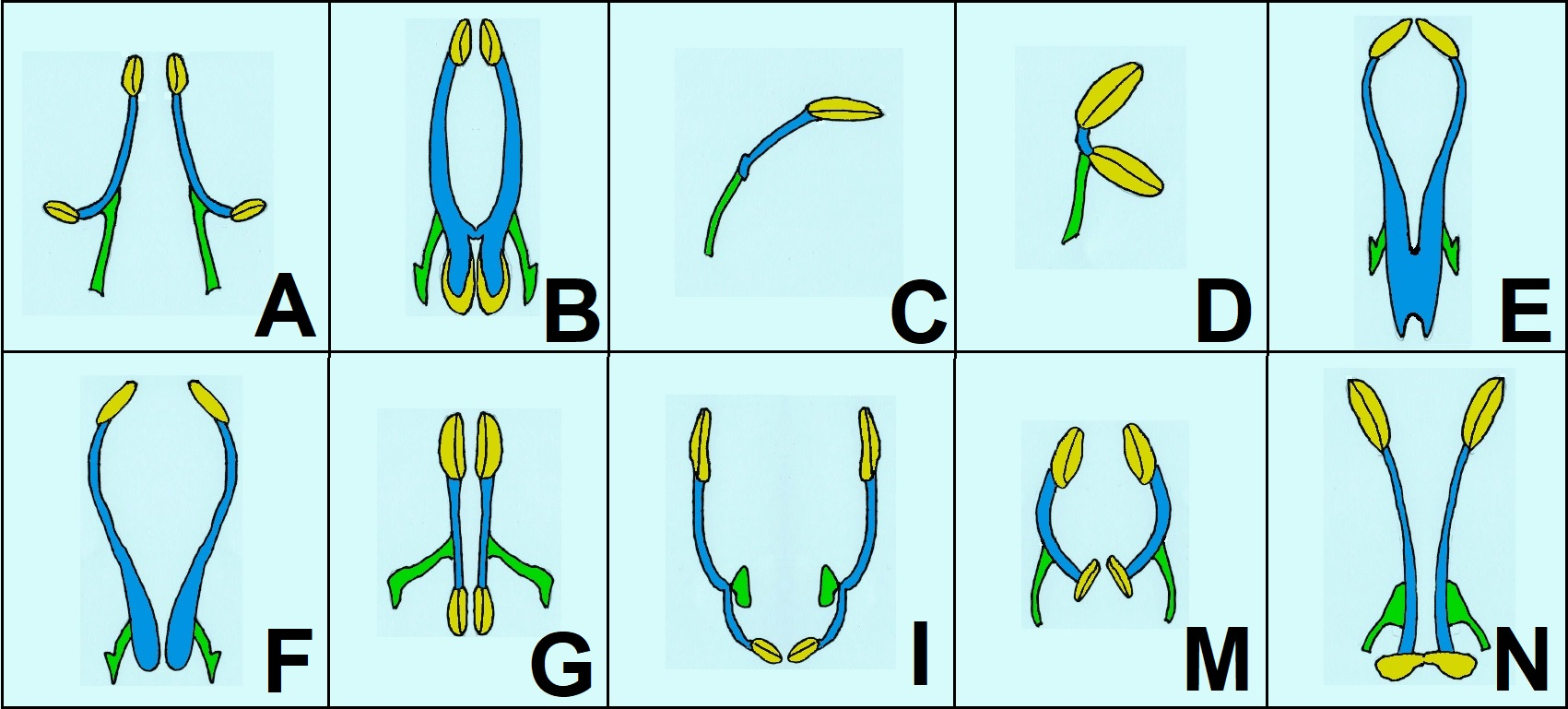
Tabella tipi di stami
(verde=filamenti - blu=connettivo - giallo=teche)

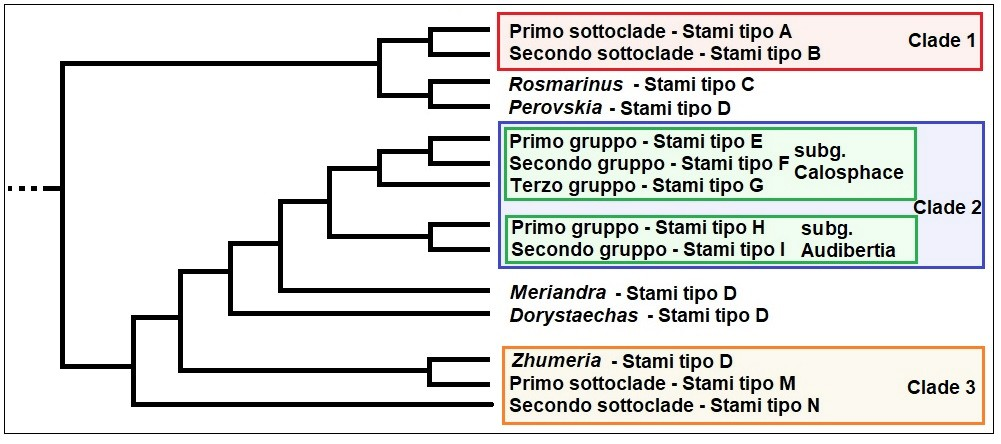
Cladogramma del genere

Il genere Salvia nell'ambito della sottotribù Salviinae è posizionato in uno dei due cladi che formano la sottotribù. Si trova insieme al genere Rosmarinus e altri generi e formano un sottoclade monofiletico. Il genere Salvia tuttavia non è monofiletico.
L'anatomia dell'androceo e in particolare la struttura del connettivo staminale è stata esaminata in modo approfondito per l'interessante sistema di impollinazione ("meccanismo a leva") ma anche per le implicazioni sulla tassonomia del genere. Queste analisi suggeriscono un'origine indipendente del connettivo allungato staminale in almeno tre diverse occasioni, ogni volta con una morfologia distinta. Ogni origine indipendente del meccanismo a leva mostra una simile progressione del cambiamento staminale da un leggero allungamento del tessuto connettivo che separa le due teche fertili da quelle posteriori sterili a, infine, alla fusione delle teche posteriori adiacenti.
Le analisi di tipo filogenetico sul DNA di alcune regioni del nucleo dei cloroplasti hanno evidenziato sia la polifilia del genere (al suo interno sono nidificati i generi di Rosmarinus, Perovskia, Meriandra, Dorystaechas e Zhumeria), ma anche la corrispondenza tra la struttura filogenetica del genere con lo sviluppo parallelo del "meccanismo a leva".
Il genere è diviso in tre cladi principali.
- Clade 1: comprende circa 250 specie e diviso in tre sottocladi;
  - primo sottoclade: gli stami sono di tipo A dove il connettivo è allungato con un meccanismo a leva (alcune specie presenti: S, officinalis e S. dolomitica);
  - secondo sottoclade: gli stami sono di tipo B, il connettivo è allungato con un meccanismo a leva ma si è verificato anche un totale aborto e fusione delle teche posteriori (alcune specie presenti: S. sclarea, S. aethiopis e S. canariensis);
  - terzo sottoclade: è composto dai generi Rosmarinus con due specie (stami di tipo C: il solo connettivo è allungato senza meccanismo a leva) e da sette specie del genere Perovskia (stami di tipo D: le teche sono normali, contigue e entrambe funzionali con connettivo corto).
- Clade 2: comprende circa 520 specie ed è suddiviso i due sottocladi corrispondenti ai subg. Calosphace e subg. Audibertia; in entrambi questi cladi gli stami sono allungati;
  - subg. Calosphace: comprende 500 specie con tre tipi di stami:
    - stami tipo E: gli stami si sono sviluppati con un meccanismo a bilanciere e quelli posteriori si sono fusi insieme (alcune specie presenti: S. cedrosensis, S. pubescens e S. ovalifolia);
    - stami tipo F: gli stami si sono sviluppati con un meccanismo a bilanciere ma senza fusione (alcune specie presenti: S. sagittata e S. scuttelarioides);
    - stami tipo G: il tessuto connettivo è solamente allungato (S. axullaris).

  - subg. Audibertia: comprende 20 specie con due tipi di stami:
    - stami tipo H: solo connettivo allungato (alcune specie presenti: S. leucophylla e S. mellifera);
    - stami tipo I: solo connettivo allungato (alcune specie presenti: S. californica e S. greatai);
- Tra il clade 2 e il clade 3 si trovano (come "gruppo fratello" del clade 2) due specie del genere Meriandra (stami di tipo D: teche molto divergenti con una minima divisione del tessuto connettivo) e una specie del genere Dorystaechas (stami di tipo D: teche poco divergenti).
- "Clade 3": comprende 105 circa specie ed è suddiviso i due sottocladi:
  - primo sottoclade: (sect. Eremosphace Bunge) comprende 15 specie con stami di tipo M (solo tessuto connettivo allungato) (alcune specie presenti: S. aristata e S. aegyptiaca) e come "gruppo fratello" una specie del genere Zhumeria con stami di tipo D (divergenti con poco tessuto connettivo);
  - secondo sottoclade: comprende 90 specie con stami di tipo N (con un meccanismo a leva e un totale aborto e fusione delle teche posteriori) (alcune specie presenti: S. digitaloides e S. glutinosa).

Il cladogramma a lato tratto dalle ricerche citate mostra la struttura filogenetica del genere insieme alla corrispondente struttura staminale.
Studi ancora più recenti propongono di dividere il gruppo "Salvia" in cladi ben supportati circoscrivendo un genere Salvia s.s. ed elevando la sect. Eremosphace Bunge (parte del clade 3) al livello di genere (Pleudia Raf.).

### Specie spontanee italiane
Per meglio comprendere ed individuare le varie specie del genere (solamente per le specie spontanee della flora italiana) l’elenco seguente utilizza in parte il sistema delle chiavi analitiche (vengono cioè indicate solamente quelle caratteristiche utili a distingue una specie dall'altra).
- SEZIONE A: piante a portamento suffruticoso con fusti legnosi alla base o portamento cespuglioso;
  - Gruppo 1A: le foglie più grandi hanno una lamina larga 3-6 cm, quelle inferiori generalmente hanno due orecchiette basali; i denti del calice sono brevi (1 mm);

- Salvia fruticosa Mill. - Salvia triloba: l'altezza varia da 5 a 12 dm; il ciclo biologico è perenne; la forma biologica è fanerofita cespugliosa (P caesp); il tipo corologico è Orofita - Nord Mediterraneo; l'habitat tipico sono le ghiaie, i macereti e le rupi calcaree; è una pianta rarissima e la distribuzione sul territorio italiano è relativa al Sud fino ad un'altitudine di 1000 m s.l.m. (Nella "Flora d'Italia" di Sandro Pignatti questa pianta è nominata Salvia triloba L. f.)

- - Gruppo 1B: la larghezza della lamina delle foglie è di 1-2 cm e sono indivise; i denti del calice sono lunghi 2-6 mm;
    - Gruppo 2A: le foglie non sono triangolari-astate, la base è arrotondata o ristretta, i margini sono crenati o dentellati;
      - Gruppo 3A: la forma delle foglie è ovata o lanceolata; la corolla è colorata diversamente dal bianco;

- Salvia microphylla Kunth - Salvia cespugliosa: il portamento è cespuglioso con fusti fioriferi molto ramosi; l'infiorescenza si compone di verticillastri con 2 fiori; la corolla è scarlatta. L'altezza varia da 8 a 12 dm; il ciclo biologico è perenne; la forma biologica è fanerofita cespugliosa (P caesp); il tipo corologico è Messico; si tratta di una pianta ornamentale coltivata e naturalizzata nella zona di Palermo fino ad una altitudine di 600 m s.l.m. (Nella "Flora d'Italia" di Sandro Pignatti questa pianta è nominata Salvia grahami Bentham)
- Salvia officinalis L. - Salvia domestica: il portamento è suffruticoso con fusti fioriferi semplici; l'infiorescenza si compone di verticillastri con 5 - 10 fiori; la corolla è violaceo-azzurrina o pallida. L'altezza varia da 2 a 4 dm; il ciclo biologico è perenne; la forma biologica è camefita suffruticosa (Ch suffr); il tipo corologico è Steno-Mediterraneo Orientale; l'habitat tipico sono le rupi aride e le pietraie; in Italia è una pianta rara e si trova soprattutto al Sud fino ad una altitudine di 300 m s.l.m.

- -     -       - Gruppo 3B: le foglie hanno delle forme lanceolato-lineari; il colore della corolla è biancastro;

- Salvia leucantha Cav. - Salvia a fiori bianchi: l'altezza varia da 3 a 8 dm; il ciclo biologico è perenne; la forma biologica è camefita fruticosa (Ch frut); il tipo corologico è Messico; si tratta di una pianta ornamentale coltivata e naturalizzata in Calabria fino ad una altitudine di 600 m s.l.m.

- -     - Gruppo 2B: le foglie sono triangolari-astate, la base è troncata e i margini sono interi;

- Salvia canariensis L. - Salvia delle Canarie: l'altezza varia da 3 a 5 dm; il ciclo biologico è perenne; la forma biologica è camefita fruticosa (Ch frut); il tipo corologico è Canarie; si tratta di una pianta ornamentale coltivata e naturalizzata in Sicilia fino ad una altitudine di 600 m s.l.m.

- SEZIONE B: piante a portamento perenne (o annuale) con fusti erbacei;
  - Gruppo 1A: l'infiorescenza è formata da verticillastri di 12 - 30 fiori;

- Salvia verticillata L. - Salvia spuria: i peduncoli dei fiori (nutanti) sono lunghi quanto il calice. L'altezza varia da 3 a 8 dm; il ciclo biologico è perenne; la forma biologica è emicriptofita scaposa (H scap); il tipo corologico è Orofita - Sud Est Europeo - Caucasico; l'habitat tipico sono i ruderi e gli incolti; in Italia è una pianta rara e si trova soprattutto al Nord fino ad una altitudine di 1800 m s.l.m.
- Salvia napifolia Jacq.: i peduncoli dei fiori sono rigidi e sono lunghi metà del calice. L'altezza varia da 4 a 10 dm; il ciclo biologico è perenne; la forma biologica è emicriptofita scaposa (H scap); il tipo corologico è Sud Ovest Asiatico; in Italia si trovava nell'areale di Trieste, ma ora è scomparsa.

- - Gruppo 1B: l'infiorescenza è formata da verticillastri di 4 - 6 (fino a 10) fiori;
    - Gruppo 2A: i denti del calice sono spinulosi;
      - Gruppo 3A: le brattee dell'infiorescenza sono più lunghe della corolla;

- Salvia sclarea L. - Salvia moscatella: l'altezza varia da 5 a 11 dm; il ciclo biologico è bienne; la forma biologica è emicriptofita bienne (H bienn); il tipo corologico è Euri-Mediterraneo; l'habitat tipico sono i pendii aridi e le boscaglie; in Italia è una pianta comune e si ovunque fino ad una altitudine di 900 m s.l.m.

- -     -       - Gruppo 3B: le brattee dell'infiorescenza sono più brevi della corolla e del calice;

- Salvia argentea L. - Salvia argentea: tutta la pianta è vischiosa; la corolla è lunga 15-35 mm (tre volte la lunghezza del calice). L'altezza varia da 3 a 8 dm; il ciclo biologico è perenne; la forma biologica è emicriptofita scaposa (H scap); il tipo corologico è Steno-Mediterraneo; l'habitat tipico sono i pascoli e gli incolti aridi; in Italia è una pianta rara e si trova al Sud fino ad una altitudine di 1400 m s.l.m.
- Salvia aethiopis L. - Salvia etiope: la pianta non è vischiosa; la corolla è lunga 10-15 mm (due volte la lunghezza del calice). L'altezza varia da 4 a 10 dm; il ciclo biologico è perenne; la forma biologica è emicriptofita scaposa (H scap); il tipo corologico è Mediterraneo - Sud Siberiano (steppico); l'habitat tipico sono i pascoli aridi; in Italia è una pianta rara e si trova solamente in Piemonte fino ad una altitudine compresa tra 100 e 1000 m s.l.m.

- -     - Gruppo 2B: i denti del calice sono erbacei (non spinulosi);
      - Gruppo 4A: le foglie sono divise in 2 - 4 paia di segmenti laterali; i peduncoli sono lunghi 8-15 mm; il tessuto connettivo degli stami è minore (o uguale) alla lunghezza dei filamenti;

- Salvia pinnata L.: l'altezza varia da 4 a 10 dm; il ciclo biologico è perenne; la forma biologica è emicriptofita rosulata (H ros); il tipo corologico è Euri-Mediterraneo; in Italia si trovava nell'areale di Messina, ma ora è scomparsa.

- -     -       - Gruppo 4B: le foglie sono intere o irregolarmente incise; i peduncoli sono lunghi meno di 8 mm; il tessuto connettivo degli stami è più lungo della lunghezza dei filamenti;
        - Gruppo 5A: la corolla è lunga 3-5 cm ed è colorata di giallo o scarlatto;

- Salvia splendens Sellow ex Schult. - Salvia rossa: la pianta è glabra e non è vischiosa; la corolla è colorato di scarlatto con le labbra lunghe 1/3 - 1/4 la lunghezza del tubo. L'altezza varia da 2 a 5 dm; il ciclo biologico è annuo; la forma biologica è terofita scaposa (T scap); il tipo corologico è Brasile; si tratta di una pianta ornamentale coltivata e sporadicamente inselvatichita.
- Salvia glutinosa L. - Salvia vischiosa: tutta la pianta è vischiosa; la corolla è gialla con le labbra lunghe circa come il tubo. L'altezza varia da 4 a 6 dm; il ciclo biologico è perenne; la forma biologica è emicriptofita scaposa (H scap); il tipo corologico è Orofita - Eurasiatico; l'habitat tipico sono i boschi di latifoglie; in Italia è una pianta comune e si trova solamente sul continente fino ad una altitudine compresa tra 100 e 1600 m s.l.m.

- -     -       -         - Gruppo 5B: la corolla è lunga 6-30 mm ed è colorata di violetto, azzurro, rosa o, più o meno, è pallida;
          - Gruppo 6A: le foglie sono quasi tutte cauline con la lamina regolarmente crenata sui bordi;
            - Gruppo 7A: il colore delle brattee è violetto; la corolla è lunga 8-12 mm;

- Salvia nemorosa L. - Salvia nemorosa: l'altezza varia da 3 a 6 dm; il ciclo biologico è perenne; la forma biologica è emicriptofita scaposa (H scap); il tipo corologico è Sud Est Europeo - Sud Siberiano (steppico); l'habitat tipico sono i ruderi e gli incolti aridi; in Italia è una pianta rara e si trova al Nord fino ad una altitudine di 600 m s.l.m.

- -     -       -         -           -             - Gruppo 7B: il colore delle brattee è verde; la corolla è lunga 12-18 mm;

- Salvia pendula Vahl.: l'infiorescenza è incurvata all'apice. L'altezza varia da 4 a 15 dm; il ciclo biologico è perenne; il tipo corologico è Est Mediterraneo; in Italia si trovava nell'areale di Trieste, ma ora è scomparsa. Probabilmente si tratta di un ibrido.
- Salvia viridis L. - Salvia annuale: l'infiorescenza è eretta. L'altezza varia da 2 a 5 dm; il ciclo biologico è annuo; la forma biologica è terofita scaposa (T scap); il tipo corologico è Steno - Mediterraneo; l'habitat tipico sono gli incolti e i pascoli aridi; in Italia è una pianta rara e si trova al Sud (avventizia altrove) fino ad una altitudine di 1000 m s.l.m.

- -     -       -         -           - Gruppo 6B: le foglie inferiori sono disposte a rosetta ed hanno la lamina grossolanamente dentata, lobata, incisa o pennatosetta;
            - Gruppo 8A: la lamina delle foglie è più o meno profondamente incisa; le brattee dell'infiorescenza sono più lunghe della metà del calice; i peli del calice sono bianchi e sono lunghi 1-1,5 mm, soprattutto nelle insenature fra i denti; la corolla è lunga 6-15 mm;

- Salvia verbenaca L. - Salvia minore: l'altezza varia da 2 a 5 dm; il ciclo biologico è perenne; la forma biologica è emicriptofita scaposa (H scap); il tipo corologico è Mediterraneo - Atlantico; l'habitat tipico sono gli incolti e i pascoli aridi; in Italia è una pianta comune e si trova su tutto il territorio fino ad una altitudine di 1400 m s.l.m.

- -     -       -         -           -             - Gruppo 8B: le brattee dell'infiorescenza sono meno lunghe della metà del calice; i peli del calice sono brevi (0,3-0,4 mm); la corolla è lunga 11-30 mm; 
              - Gruppo 9A: i rami dell'infiorescenza sono arcuati; la corolla è lunga 11-20 mm;
                - Salvia virgata Jacq. - Salvia arcuata: l'altezza varia da 3 a 5 dm; il ciclo biologico è perenne; la forma biologica è emicriptofita scaposa (H scap); il tipo corologico è Sud Est Europeo (Subpontico); l'habitat tipico sono gli incolti e i pascoli aridi; in Italia è una pianta rara e si trova al Sud (isole escluse) fino ad una altitudine di 1000 m s.l.m.

              - Gruppo 9B: l'infiorescenza è semplice con pochi rami eretti; la corolla è lunga 20-30 mm;
                - Salvia pratensis L. - Salvia comune: la pianta non è vischiosa; i peli ghiandolari sono quasi assenti; l'infiorescenza è cilindrica. L'altezza varia da 3 a 5 dm; il ciclo biologico è perenne; la forma biologica è emicriptofita scaposa (H scap); il tipo corologico è Euri-Mediterraneo; l'habitat tipico sono i prati aridi; in Italia è una pianta comune e si trova su tutta la parte continentale fino ad una altitudine di 1600 m s.l.m.
                - Salvia saccardiana (Pamp.) Del Carr. & Garbar: la pianta è vischiosa; i peli ghiandolari sono abbondanti; l'infiorescenza è ristretta all'apice. L'altezza varia da 3 a 5 dm; il ciclo biologico è perenne; la forma biologica è emicriptofita scaposa (H scap).

All'elenco sopra va aggiunta la seguente specie:
- Salvia desoleana Atzei & V. Picci, 1982

### Sinonimi
L'entità di questa voce ha avuto nel tempo diverse nomenclature. L'elenco seguente indica alcuni tra i sinonimi più frequenti:
- Aethiopis Fourr.
- Aethyopys  (Benth.) Opiz
- Aitopsis  Raf.
- Arischrada  Pobed.
- Audibertia  Benth.
- Audibertiella  Briq.
- Belospis  Raf.
- Calosphace  Raf.
- Codanthera  Raf.
- Covola  Medik.
- Crolocos  Raf.
- Drymosphace  Opiz
- Elelis  Raf.
- Enipea  Raf.
- Epiadena  Raf.
- Euriples  Raf.
- Fenixanthes  Raf.
- Flipanta  Raf.
- Gallitrichum  Fourr.
- Glutinaria  Raf.
- Hematodes  Raf.
- Hemisphace  Opiz
- Hemistegia  Raf.
- Horminum  Mill.
- Jungia  Heist. ex Fabr.
- Jungia  Heist. ex Moench
- Kiosmina  Raf.
- Larnastyra  Raf.
- Leonia  Cerv.
- Leonura  Usteri ex Steud.
- Lesemia  Raf.
- Megyathus  Raf.
- Melinum  Medik.
- Melligo  Raf.
- Oboskon  Raf.
- Ormiastis  Raf.
- Ormilis  Raf.
- Piaradena  Raf.
- Plethiosphace  Opiz
- Pleudia  Raf.
- Polakia  Stapf
- Pycnosphace  Rydb.
- Ramona  Greene
- Rhodochlamys  Schauer
- Rhodormis  Raf.
- Salviastrum  Scheele
- Schraderia  Medik.
- Sclarea  Mill.
- Sobiso  Raf.
- Sphacopsis  Briq.
- Stenarrhena  D. Don
- Stiefia  Medik.
- Terepis  Raf.

## Usi

### Alimentari
La Salvia officinalis è largamente usata nella cucina come pianta aromatica. Le foglie possono anche essere fritte in pastella, da servire come antipasto.

### Ornamentali

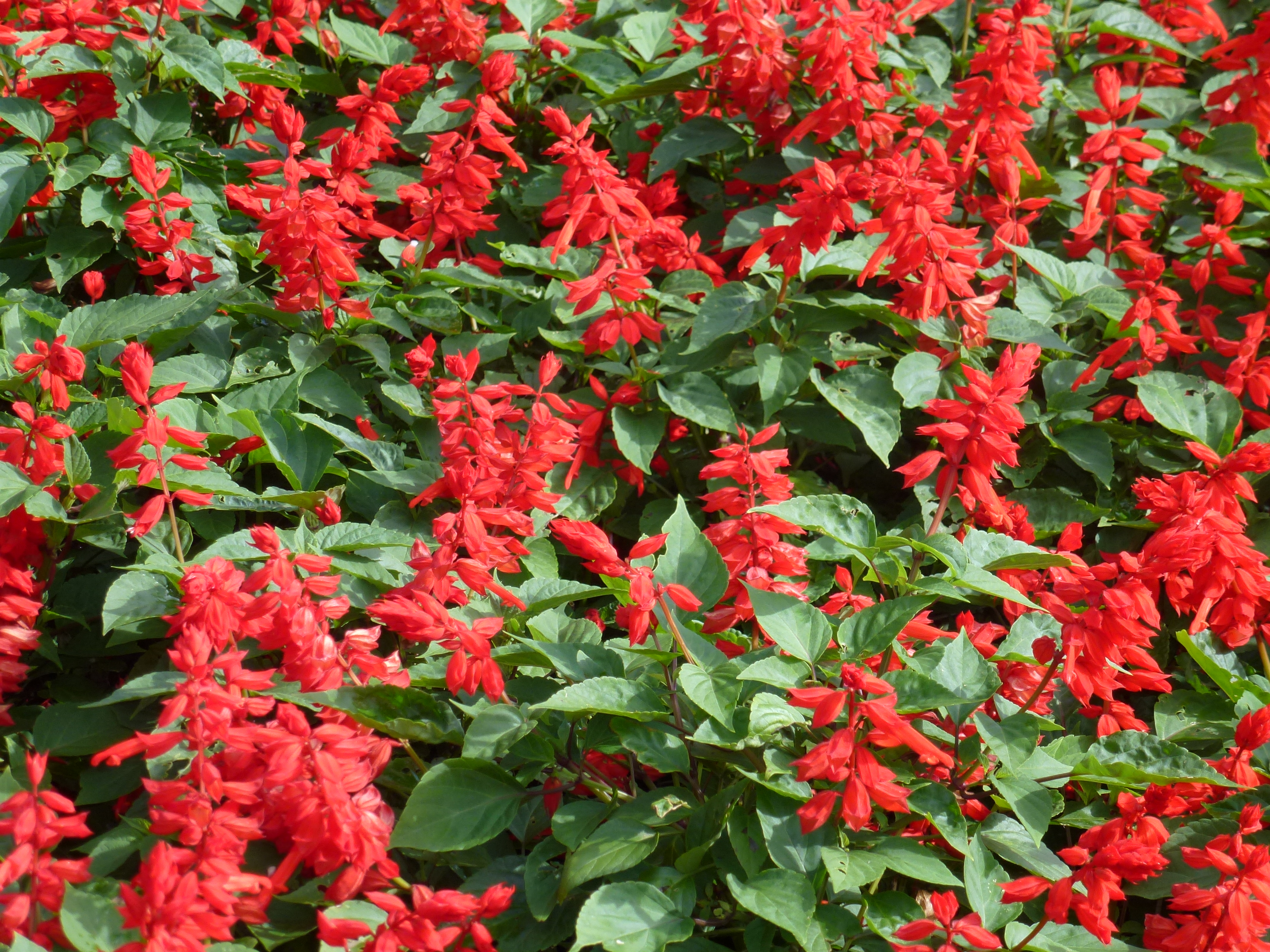
Salvia splendente in aiuola

Ci sono diverse specie ornamentali appartenenti al genere "Salvia".
La più nota è la Salvia splendente (Salvia splendens), utilizzata nelle aiuole per la sua spettacolare fioritura rossa.
Si ricordano anche:
- Salvia elegans
- Salvia nemorosa
- Salvia greggii
- Salvia microphylla
- Salvia jamensis

### Farmacia
La Salvia è una pianta tipica delle zone mediterranee utilizzata già dagli antichi Romani e dai Greci per le sue proprietà curative.

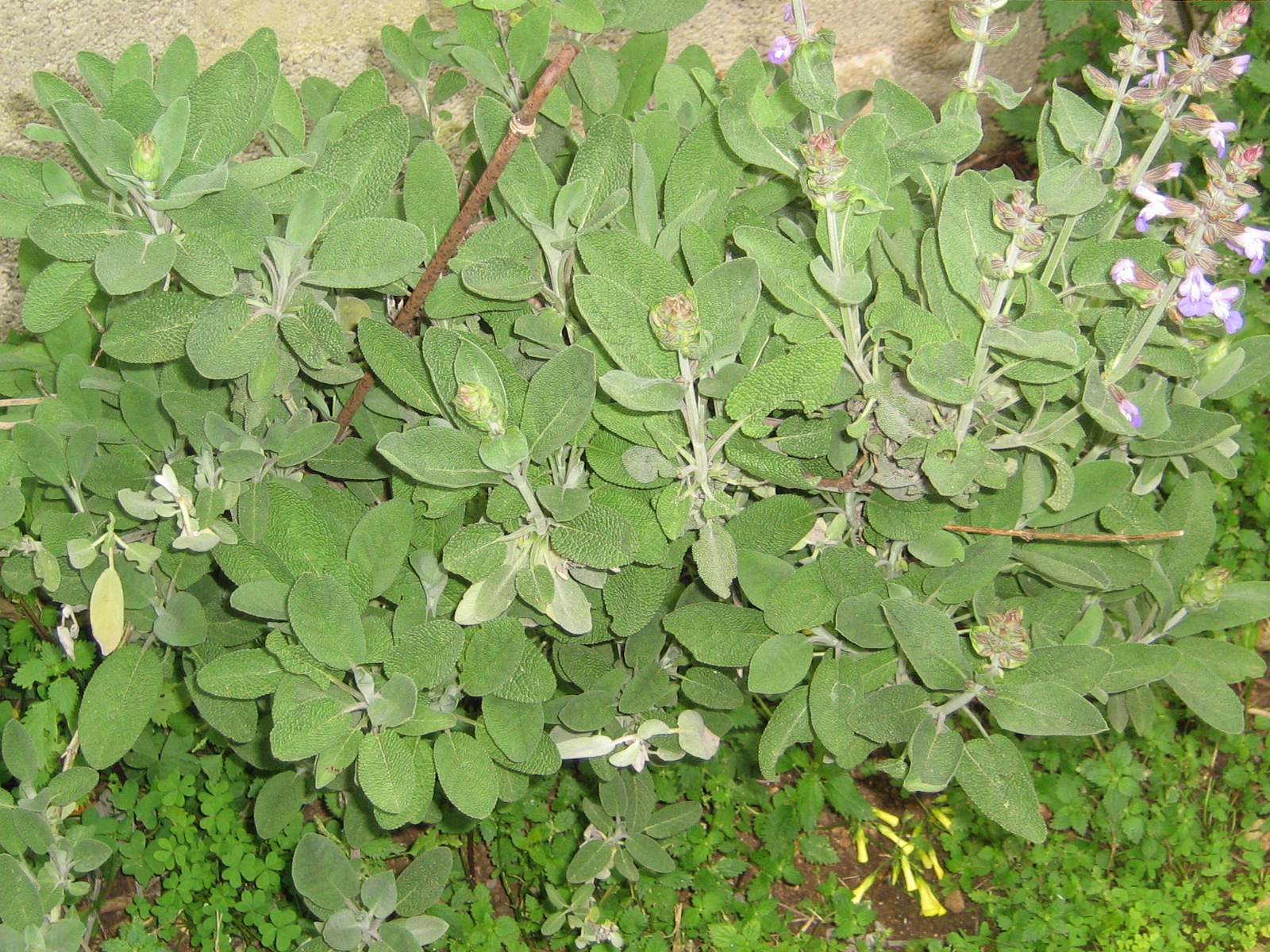
Una pianta di Salvia officinalis

 Alcune specie hanno applicazione nell'alimentazione o in erboristeria. Altre specie (in particolare Salvia divinorum) contengono sostanze allucinogene.

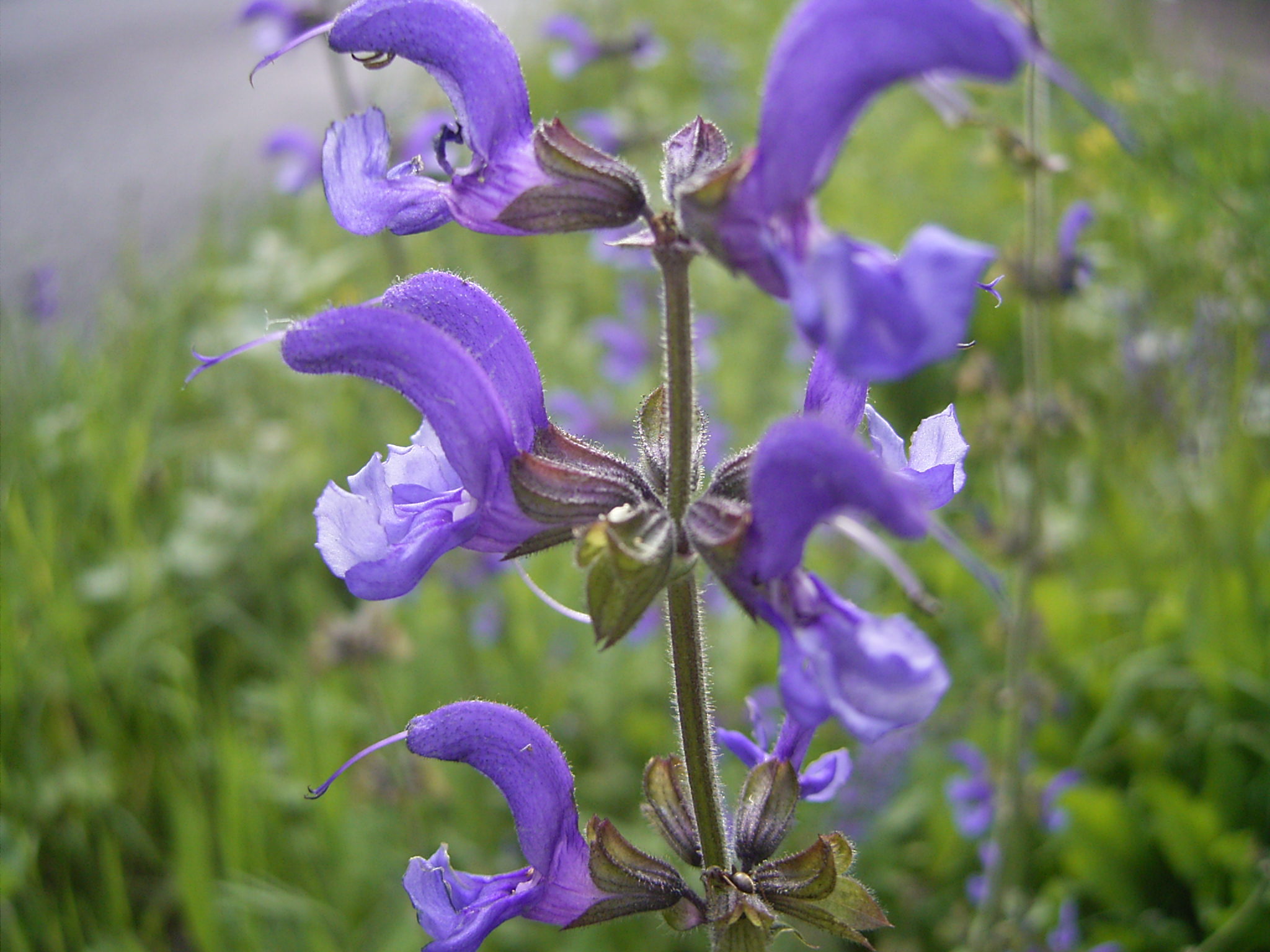
Salvia pratensis

I principi attivi della Salvia officinalis sono:
- olio essenziale (contenente tujone, cineolo, borneolo, linalolo, β-terpineolo e β-cariofillene) con proprietà antisettiche
- la salvina e la picrosalvina (principi amari che agiscono sull'apparato gastro-intestinale)
- l'acido carnosico (diterpenoide antiossidante ed anti-infiammatorio)
- triterpeni come amirina, betulina, acido crategolico ed acido 3-idrossi-ursolico
- acidi fenolici (acido caffeico, acido rosmarinico, acido clorogenico ed acido ferulico) che stimolano la cistifellea
- flavonoidi (luteolina, salvigenina, genkwanina, cirsimaritina ed ispidulina), con azione antiossidante ed estrogenica

La salvia ha varie proprietà farmacologiche che sono state sfruttate nei secoli:
- amaro-tonica
- antisettica
- digestiva
- diuretica
- balsamica
- emmenagoga
- spasmolitica
- coleretica
- ipoglicemica
- estrogenica
- trofica per il surrene

La salvia insieme alla soia è uno degli alimenti a più alto contenuto di fitoestrogeni. Da ciò derivano proprietà antiidrotiche (verso la sudorazione di mani e piedi, e quella notturna dei pazienti) e antigalattogene, per cui la salvia è un inibitore della secrezione di latte materno.
La Salvia splendens e Salvia miltiorrhiza annovera tra i principi attivi i seguenti composti:
- l'acido litospermico, risultato inibitore di alcune tirosina chinasi e della proteina chinasi calcio-fosfolipide dipendente (PKC);
- il rosmadiale, altro inibitore della PKC;
- il miltirone, un orto-benzochinone con azione antitumorale;
- l'hassanano, un diterpene-dione che blocca la lipossigenasi responsabile della sintesi dei leucotrieni (infiammazione ed asma);
- il nortanshinone, anti-infiammatorio inibitore della ciclo-ossigenasi, il bersaglio molecolare dell'aspirina.[senza fonte]

Alla salvia è tradizionalmente attribuito un effetto sbiancante, un potere di pulire la placca e lenire il dolore nella bocca, al pari di un blando anestetico.